# 루어데스 구리엘 주니어
루어데스 유니엘키 구리엘 카스티요 주니어 (Lourdes Yunielki Gourriel Castillo Jr., 1993년 10월 10일 ~ )는 미국 프로야구 내셔널 리그 애리조나 다이아몬드백스의 선수이다.

## 쿠바 시절
2010년부터 2015년까지 쿠바 프로야구 리그인 쿠바 내셔널 시리즈에서 6년간 선수생활을 하다 2015년 2월 2일 일본프로야구팀 요코하마 DeNA 베이스타스에 2년 계약으로 입단하였다. 그러나 며칠 뒤 미국 메이저리그에서 영주권을 가지고 있는 쿠바 선수들의 영입 조건을 완화시키자 부상을 이유로 들며 4월 예정이었던 일본 입국을 거부하였다. 요코하마는 결국 계약위반 처리하였고 그를 제한선수로 등록하였다. 일본 프로야구에서 외국인 선수가 제한선수가 된것은 2011년 동일본지진때 본국으로 무단 귀국하고 일본 입국을 거부한 브렌트 리치와 브라이언 배니스터 이후 세번째이다. 2016년 2월 도미니카 공화국에서 열린 캐리비안 시리즈에서 쿠바 국가대표로 출전 중 그의 형인 율리에스키 구리엘과 함께 팀을 이탈하고 아이티로 망명하였다.

## 메이저리그 경력
2016년 11월 12일 토론토와 7년간 총액 2,200만 달러에 계약해 토론토 블루제이스에 입단했다.
2018년 4월 20일 뉴욕 양키스와의 경기에서 첫 메이저리그 데뷔를 하였다. 7월 11일부터 7월 29일까지 11경기 연속 멀티히트를 기록하며 이 부문 구단 신기록을 경신하였고, 7월 아메리칸 리그 월간 최우수 신인에 선정되었다.

## 통산 성적
| 연 도          | 소 속          | 나 이          | 출 장 | 타 석 | 타 수 | 득 점 | 안 타 | 2 루 타 | 3 루 타 | 홈 런 | 타 점 | 볼 넷 | 삼 진 | 도 루 | 도 실 | 타 율 | 출 루 율 | 장 타 율 | O P S | 루 타 | 몸 맞 | 희 번 | 희 플 | 고 4 | 병 살 타 |
| -------------- | -------------- | -------------- | ----- | ----- | ----- | ----- | ----- | ------- | ------- | ----- | ----- | ----- | ----- | ----- | ----- | ----- | -------- | -------- | ----- | ----- | ----- | ----- | ----- | ---- | -------- |
| 2018           | TOR            | 24             | 65    | 263   | 249   | 30    | 70    | 8       | 0       | 11    | 35    | 9     | 59    | 1     | 2     | .281  | .309     | .446     | .755  | 111   | 2     | 1     | 2     | 1    | 2        |
| 2019           | TOR            | 25             | 84    | 343   | 314   | 52    | 87    | 19      | 2       | 20    | 50    | 20    | 86    | 6     | 4     | .277  | .327     | .541     | .869  | 170   | 5     | 1     | 3     | 0    | 4        |
| MLB 통산 : 2년 | MLB 통산 : 2년 | MLB 통산 : 2년 | 149   | 606   | 563   | 82    | 157   | 27      | 2       | 31    | 85    | 29    | 145   | 7     | 6     | .279  | .320     | .499     | .819  | 281   | 7     | 2     | 5     | 1    | 6        |

※ 2019년 시즌 종료 기준